# Eublemma robertsi
Eublemma robertsi is een vlinder van de familie van de spinneruilen (Erebidae). De wetenschappelijke naam van deze soort is voor het eerst voorgesteld als Eupsoropsis robertsi door Emilio Berio in een publicatie uit 1969.

## Verspreiding
De soort komt voor in Mauritanië, Saudi-Arabië, Soedan, Djibouti, Ethiopië, Somalië, Togo, Nigeria, Congo-Kinshasa, Kenia, Tanzania en Noordwest-India.

## Waardplanten
De rups leeft op Balanites aegyptiaca (Balanitaceae).